# Królestwo Nepalu
Królestwo Nepalu (nep. नेपाल अधिराज्य) – historyczne państwo położone w Azji Południowej, na terenie obecnego Nepalu, istniejące w latach 1768–2008.
Powstałe w wyniku Zjednoczenia Nepalu przez króla Prithivi Narayana Shaha Deva w 1768 roku. 
W XIX wieku Nepal doświadczył wpływów kolonialnych Wielkiej Brytanii, w tym przegranej wojny z lat 1814–1816, zakończonej traktatem w Sagauli, w którego następstwie kraj utracił 1/3 swojego terytorium. 
W 1951 roku król Tribhuwan ustanowił w kraju monarchię konstytucyjną, a w 1959 roku odbyły się pierwsze wybory parlamentarne. W 1960 władca rozwiązał parlament i zdymisjonował rząd, w 1961 roku zdelegalizowano partie polityczne, a w 1962 roku proklamowano konstytucje, po której powołano do życia tzw. bezpartyjną demokrację pańćajatów, którą zlikwidowano w 1990 roku w wyniku uchwalenia nowej konstytucji. Królestwo przestało istnieć w wyniku proklamacji Demokratycznej Federalnej Republiki Nepalu w 2008 roku. Do upadku monarchii przyczyniła się również Masakra rodziny królewskiej przeprowadzona przez księcia Dipendrę w czerwcu 2001 roku, w której zastrzelił on dziewięciu członków swojej rodziny a na koniec siebie. 